# Isaiah Collier
Isaiah Jaden Collier, född 8 oktober 2004 i Atlanta i Georgia, är en amerikansk professionell basketspelare (PG) som spelar för Utah Jazz i National Basketball Association (NBA).
Han draftades av Utah Jazz i första rundan i 2024 års draft som 29:e spelare totalt.
Innan Collier blev proffs studerade han vid University of Southern California och spelade för deras idrottsförening USC Trojans.